# أونترلاك (كيبك)
أونترلاك (بالإنجليزية: Entrelacs, Quebec) هي بلدية محلية في كيبيك تقع في كندا في Matawinie Regional County Municipality.  يقدر عدد سكانها بـ 906 نسمة ومساحتها 56.40 كم2 .